# NGC 3783
NGC 3783 је спирална галаксија у сазвежђу Кентаур која се налази на NGC листи објеката дубоког неба.
Деклинација објекта је - 37° 44' 18" а ректасцензија 11h 39m 1,6s. Привидна величина (магнитуда) објекта NGC 3783 износи 11,6 а фотографска магнитуда 12,5. Налази се на удаљености од 38,5000 милиона парсека од Сунца. NGC 3783 је још познат и под ознакама ESO 378-14, MCG -6-26-4, TOL 55, IRAS 11365-3727, PGC 36101.